# Sessaggio
Il sessaggio è un metodo per identificare il sesso di un animale. Può essere eseguito con analisi del DNA, comportamentale o delle caratteristiche morfologiche.
Di particolare rilevanza economica e fonte di polemiche è il sessaggio dei pulcini negli allevamenti in avicoltura ed in particolare in pollicoltura. Solitamente il termine è usato in questa accezione anche se mantiene la sua valenza generale. Ai fini della produzione industriale di pollame e uova i pulcini maschi rappresentano un prodotto non gradito perché non producono uova e hanno una carne meno tenera.

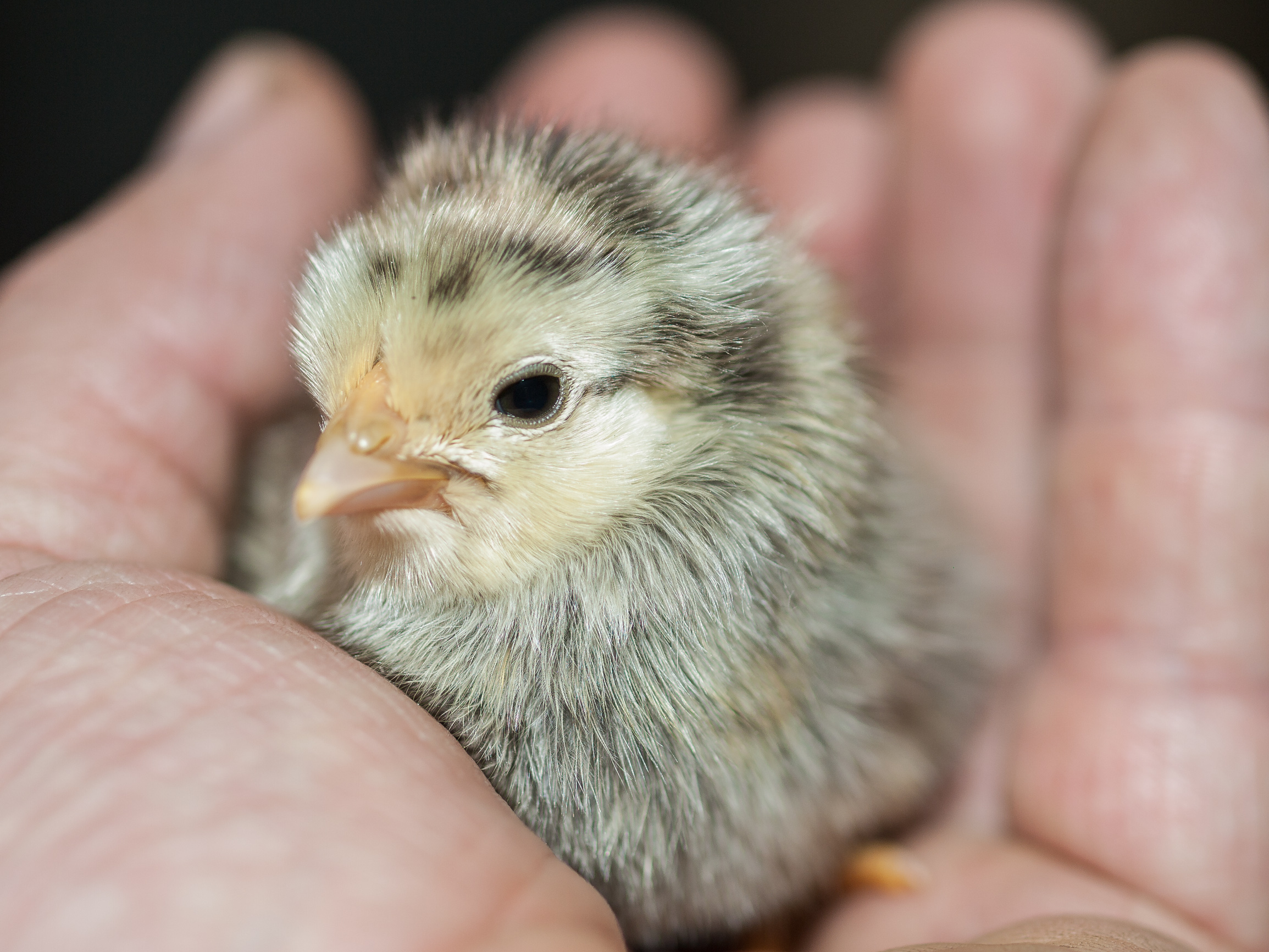
Pulcino di un giorno

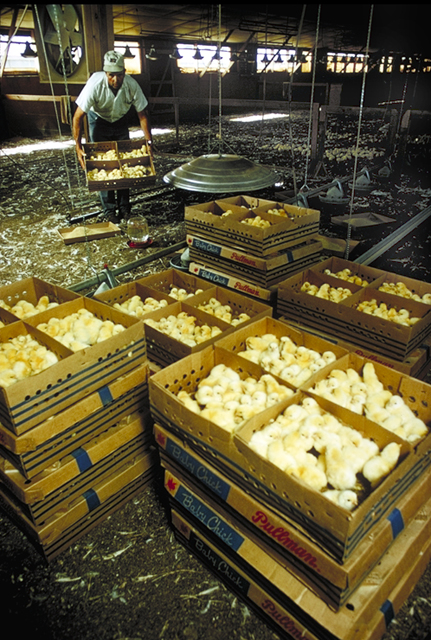
Pulcini selezionati e consegnati ad un allevatore in scatole di cartone

Per questo motivo l'identificazione dei pulcini maschi è stato oggetto di molti studi e nel 1933 è stato pubblicato il metodo Masui e Hashimoto con cui, esaminando manualmente l'interno della cloaca del pulcino anche di un giorno è possibile determinare con un grado di precisione variabile tra 80% e 98% il sesso ad un ritmo di 1200-1700 pulcini l'ora.
Questo metodo permette agli allevamenti di eliminare i maschi già dal primo giorno evitando così di alimentarli per circa un mese fino allo sviluppo degli attributi sessuali secondari che rendono il dimorfismo sessuale evidente.